# (4175) Billbaum
(4175) Billbaum ist ein Hauptgürtelasteroid, der am 15. April 1985 von Edward L. G. Bowell vom Lowell-Observatorium aus entdeckt wurde.
Der Asteroid wurde nach dem US-amerikanischen Astronomen William Baum benannt.